# グローブホルダー
グローブホルダー は、手袋の紛失を防ぐための装身具である。

## 概要
手袋を纏めるためのベルトやクリップやチェーンが付属していて、手袋を挟んで鞄に掛ける。チェーンの部分にファーや石が付いている物もありそれ自体が装身具になっている。
他に消防吏員（消火隊員・特別救助隊員）が使用するものもあり、こちらは洗濯バサミを大きくしたものに安全帯に提げる為のチェーンが付いただけの、無骨な造りになっている。